# Just Like You Imagined
«Just Like You Imagined» es el tema siete del disco The Fragile de la banda estadounidense Nine Inch Nails. Es un tema instrumental, ejecutado en 5/4 o 10/8. El tema fue usado en el tráiler de la película 300.

## Descripción
El tema comienza con unos tranquilos sintetizadores, que dan lugar a una introducción de piano y guitarra. El cuerpo de la pieza presenta tres secciones melódicas separadas por cortos descansos, en uno de estos un sintetizador remodela la voz de Reznor. La sección final regresa a la tranquilidad del inicio, pero con piano y bajo tocando una línea sincronizadamente. Esto se desvanece y queda un tranquilo y distorsionado loop, en el cual termina la canción.

## Créditos
- Piano: Mike Garson[4]
- Guitarras: Trent Reznor, Danny Lohner y Adrian Belew.